# Djabbar Guliyev
Djabbar Guliyev (en azéri : Cabbar Əli oğlu Quliyev ; né le 19 mai 1922 à Zahmet, uyezd d'Erevan et mort en septembre 2004 à Bakou) est un Artiste émérite d'Arménie (1967), membre de l'Union des artistes d'Azerbaïdjan.

## Biographie
Djabbar Guliyev est né le 19 mai 1922 dans le village de Hachaparag (Zahmet) dans le district de Zangibasar en Arménie.
En 1941, il est diplômé du Collège pédagogique d'État d'Erevan.
Il participe à la Seconde Guerre mondiale et est un membre actif du mouvement partisan en Italie et en Yougoslavie. Ses compagnons d'armes sont le héros de l'Union soviétique Mehdi Huseynzadé, les partisans bien connus Djavad Hakimli, Ibrahim Bayramov et d'autres. Après la guerre, il enseigne pendant 45 ans.
Il est diplômé de l'Institut d'art d'État d'Azerbaïdjan. 
De 1961 à 1988, il travaille comme enseignant à l'Université pédagogique d’État d’Arménie.
En 1967, il reçoit le titre honorifique de Peintre honoré de la RSS d’Arménie.

## Activité artistique
Au cours de ses 50 ans d'activité artistique, il crée plus de 4 000 œuvres et 23 expositions individuelles sont organisées. Il y a des œuvres dans des musées et des collections privées de plus de 20 pays du monde.
En 1988, il déménage en Azerbaïdjan à la suite de la violence arménienne. Ici, il devient membre de l'Union des peintres azerbaïdjanais.
Dj. Guliyev écrit principalement dans le genre du paysage. Cependant, il crée plusieurs compositions liées à la guerre du Karabakh : parmi elles Réfugiés, Tragedy of Khodjaly, Janvier 20, Indifférence et d'autres. Il travaille sur les portraits de personnalités historiques telles que Fuzouli, Khaste Gasim, Achig Alasgar dans une nouvelle composition.